# Alberite
Alberite is een gemeente in de Spaanse provincie en regio La Rioja met een oppervlakte van 20,24 km². Alberite telt 2.426 inwoners (1 januari 2016).